# Terlanday János
Terlanday János (Kinorány, 1708. november 3. – Nyitra, 1770) rozsonai választott püspök, pécsi Szent Ágostonnak prépostja, a nyitrai káptalan tagja és főesperes, püspöki vikárius.

## Élete
1732-ben a nyitrai papnevelőben II. éves teológus volt, a bölcsletet és teológiát Bécsben és Nagyszombatban tanulta. 1735-ben szentelték pappá, ezután Trencsénben volt káplán, majd 1736-tól Puhón, 1748-tól Illaván plébános. 1749-tól tiszteletbeli kanonok és alesperes, 1753. június 18-tól nyitrai kanonok és trencséni főesperes. 1757-ben gróf Esterházy Imre püspök vikáriusa és Szent Ágostonról nevezett pécsi prépost lett, 1764. aáprilis 19-én pedig rosoni választott püspök.

## Művei
- Divus Ignatius de Loyola, optime de theologia meritus, panegyrica dictione celebratus... Oratore... 1732. Tyrnaviae.
- Stella in medio nebulae... Uo. (Tóth halotti beszéd Okolicsányi Anna Mária fölött 1744.).
- Salutatio nomine statuum, ordinum incl. comitatus Nittriensis ad unius horae distantiam... Francisco e comitibus Barkóczy de Szala, archiepiscopo Strigoniensi... Solenniter obviam egredientium... 1763. strigonii. (Exuviae... cz. gyűjteményes munkájában).
- Kalaszantius szent József ájtatos iskoláknak fundatora... Nyitrán 1769. Kisasszony hava 20. rövid summába foglalta. Uo. 1771.